# Wazena
Wazena (mediados del siglo VI) fue un rey del Reino de Aksum. Se le conoce principalmente a través de las monedas aksumitas que se acuñaron durante su reinado. El historiador S. C. Munro-Hay sugiere, aunque sin una discusión detallada, que Wazena podría ser el mismo monarca identificado como Alla Amidas, otro rey de Aksum conocido únicamente a través de sus monedas.